# Guerra entre Corinto y Córcira
La guerra entre Corinto y Córcira transcurrió entre los años 435 a. C. y 433 a. C. y se enmarca en las guerras entre polis de la Antigua Grecia.

## Prolegómenos
En el 435 a. C., Córcira y Corinto rompieron hostilidades. Corinto, con colonias en el Adriático, intervino en la guerra civil entre demócratas y oligarcas de su colonia de Epidamno y envió clerucos (colonos) y una guarnición. Los oligarcas pidieron ayuda a Córcira, antigua colonia de Corinto, y aquella asedió por mar a la ciudad de Epidamno con 40 trirremes, y por tierra la cercaron los exiliados de esta ciudad y sus aliados ilirios. Los corintios enviaron una expedición formada por naves y contingentes peloponesios y jonios, aliados de algunos miembros de la Liga del Peloponeso, como los tebanos. Los corcireos fueron a Corinto y solicitaron el arbitraje de la Liga del Peloponeso y del oráculo de Delfos.

## El conflicto
Como los corintios se opusieron, se entabló una batalla naval frente al promontorio de Leucimna, en Córcira, en la que vencieron los corcireos, que expugnaron Epidamno, la cual firmó la capitulación.
Dos años después de su victoria naval, en 433 a. C., Córcira solicitó su inclusión el la Confederación de Delos, puesto que los corintios estaban preparando una gran flota para consumar su venganza.
Los atenienses, según Plutarco, a sugerencia de Pericles, les enviaron una flota de diez naves, una mínima escuadra disuasoria, bajo el mando de Lacedemonio (hijo de Cimón de Atenas), y posteriormente otro contingente de 20, con la orden expresa de no entrar en batalla contra los corintios si estos no atacaban a la ciudad de Córcira.
En la batalla de las islas Síbota, se enfrentaron las flotas corcirea y corintia, y ante la inminente victoria corintia, intervino la escuadra de diez naves atenienses. Los corintios, que ignoraban cuál era o podría ser la magnitud de la flota, se retiraron.

## Conclusión
Córcira concluyó un epimachía (alianza defensiva) con Atenas para no vulnerar las cláusulas de la Paz de los Treinta Años, que conllevó la presencia ateniense en los puertos de Córcira, impidiendo a Corinto frenar la expansión ateniense hacia Occidente.